# Ivan Palmeira
Ivan Palmeira, também conhecido como Ivan, (Rio de Janeiro, 28 de agosto de 1931) é um futebolista brasileiro, que atuava como meia.
Ivan iniciou no futebol no São Cristóvão, em 1949, se tornando profissional no ano seguinte. No clube carioca, fez bons jogos e chamou atenção dos clubes grandes paulistas e cariocas.
Foi contratado em 1954 pelo Palmeiras, onde permaneceu até 1960 e conquistou o Campeonato Paulista de 1959. No alviverde, Ivan fez 284 jogos e marcou 52 gols.
Nos anos seguintes, Ivan Palmeira foi para o futebol português, jogando no Porto e na Sanjoanense, até voltar ao Brasil para jogar pela Ponte Preta.
Não existem registros de Ivan Palmeira após sua passagem pela Ponte Preta.

## Títulos
Palmeiras
- Campeonato Paulista: 1959